# Knezovec
Knezovec is een plaats in de gemeente Šenkovec in de Kroatische provincie Međimurje. De plaats telt 420 inwoners (2001).